# Tomba Wainwright
La tomba Wainwright è un mausoleo situato nel Cimitero di Bellefontaine a St. Louis, Missouri. Costruito originariamente per Charlotte Dickson Wainwright nel 1892, il mausoleo contiene anche i resti di suo marito, Ellis Wainwright. Il mausoleo è stato progettato dal famoso architetto della scuola di Chicago Louis Sullivan, che progettò anche il Wainwright Building per Ellis Wainwright.

## Storia
Nel 1891, Ellis Wainwright, un giovane milionario produttore di birra di St. Louis, incaricò Louis Sullivan di progettare la tomba per la sua bellissima e giovane moglie. Sullivan aveva appena completato il Wainwright Building a St. Louis, uno dei capolavori dell'architettura e generalmente considerato il primo grattacielo del mondo.

## Architettura
Nel mausoleo, Sullivan combina due forme classiche: un semicerchio con un cubo. L'unico ornamento è un bordo di pietra riccamente inciso con motivi di tulipani e foglie. Le doppie porte sono grate di bronzo, incorniciate da delicate sculture in pietra con un motivo a fiocco di neve. Questa tomba unica è considerata il Taj Mahal di St. Louis e nel 1970 è stata inserita nel Registro Nazionale dei Luoghi Storici.